# 鹤城镇 (鹤山市)
鹤城镇，是中华人民共和国广东省江门市鹤山市下辖的一个乡镇级行政单位。

## 行政区划
鹤城镇下辖以下地区：
昆源社区、南星村、南中村、坑尾村、小官田村、东南村、鹤城村、城西村、东坑村、新联村、禾谷村、坪山村、五星村、万和村、南洞村和先锋村。